# Un homme nommé Sledge
Pour plus de détails, voir Fiche technique et Distribution.
Un homme nommé Sledge (titre original : « A Man Called Sledge »), est un film italien réalisé en 1970 par Vic Morrow

## Synopsis
Luther Sledge, un hors-la-loi recherché, rend visite à sa petite amie prostituée, Ria, lorsqu'un membre de sa bande est abattu au cours d'une partie de poker. Sledge tue les meurtriers et est reconnu par un vieil homme qui le suit. Sledge guette le vieil homme, qui raconte ensuite l'histoire d'une cargaison d'or périodique qui est fortement gardée par quarante cavaliers, mais s'arrête dans une prison où le vieil homme a été incarcéré pendant des années.
Sledge rassemble son gang régulier (y compris Joyce, Bice, Gutherie, Beetle, Kehoe et Hooker), ils enquêtent sur l'histoire et s'équipent pour l'entreprise. Le shérif local reconnaît le vieil homme de la prison, provoquant une fusillade, et Sledge et sa bande s'enfuient.
Le gang commence à observer les gardes de l'or et à tester leurs défenses. Voyant à quel point il est difficile de s'approcher, le gang décide d'entrer dans la prison, de libérer les prisonniers et de voler l'or au milieu du tumulte qui s'ensuit. Sledge est emmené à la prison par Ward, qui se fait passer pour un marchal américain devant enfermer son prisonnier pour la nuit. Le directeur hésite à incarcérer Sledge parce qu'il pense que c'est l'affaire du shérif, mais le shérif arrive et attaque Sledge pour avoir tué un adjoint plus tôt, convaincant le directeur de leur permettre de rester dans une cellule pour la nuit. Plus tard, Sledge, Ward et les prisonniers à proximité maîtrisent le directeur, le tuant dans le processus. Prenant ses clés, ils libèrent les prisonniers restants, qui commencent à s'emparer du reste de la prison. Le gang de Sledge dynamite la porte de la prison, créant suffisamment de bruit pour être entendu en ville.
L'or est conservé dans un coffre-fort dans une cellule, mais seul le gardien connaissait la combinaison. Sledge enferme le vieil homme dans son ancienne cellule, attenante à la cellule avec le coffre-fort, qu'il a entendu s'ouvrir pendant des années. Par le son, le vieil homme guide Bice dans l'ouverture du coffre-fort. Les gardes de l'or arrivent et rencontrent des prisonniers armés et en émeute et le gang de Sledge. Ward est tué dans la bataille avec les gardes de l'or. Le shérif arrive à nouveau et est tué dans un combat à la carabine à cheval avec Sledge.
Le gang s'échappe et s'arrête plus tard pour partager l'or, Sledge prenant une double part, ce que le vieil homme note à haute voix. Un montage musical montre une myriade de mains de poker dans lesquelles il semble que le vieil homme remporte une quantité substantielle de l'or des autres hors-la-loi. Jouant contre Joyce, le vieil homme découvre qu'il a été trompé avec du sable remplacé par de la poussière d'or et le tue. Guthrie s'y oppose et part avec colère après que Sledge a défendu les actions du vieil homme. Sledge continue ensuite à gagner l'or du vieil homme au poker, ainsi que la plupart des autres.
Sledge part avec ses gains malgré les protestations du gang, et le vieil homme propose de kidnapper Ria. Avec elle, ils suivent Sledge dans une ville missionnaire espagnole, déserte pour un festival local. Désormais à la tête du gang, le vieil homme tente de négocier avec Sledge, tandis que l'un des autres tente de lui tendre une embuscade. Sledge est blessé en tuant le bushwhacker, Kehoe, mais refuse toujours de négocier, alors le vieil homme révèle leur enlèvement de Ria, gravement blessée par Bice, qui l'a entre-temps violée et battue. Un Hooker horrifié jure de tuer Bice quand ils obtiendront l'or.
En entendant ses cris, Sledge abandonne l'or tout en se frayant un chemin vers Ria, qui dit qu'ils n'avaient pas besoin de l'or pour être heureux, et utilise son dernier souffle pour avertir que Bice est derrière lui avec un fusil. Sledge tue Bice, puis Hooker, et blesse le vieil homme en fuite, qui dit avoir caché l'or là où il ne pourra jamais être trouvé sans lui. Se souvenant des paroles de Ria, Sledge tue le vieil homme et repart les mains vides alors que la ville se remplit de locaux.

## Fiche technique
- Titre : Un homme nommé Sledge
- Titre original : A Man Called Sledge
- Réalisation : Vic Morrow
- Scénario : Vic Morrow, Frank Kowalski
- Montage : Renzo Lucidi
- Costumes : Elio Micheli
- Musique : Gianni Ferrio
- Producteur : Dino De Laurentiis
- Société de production : Dino De Laurentiis Cinematografica
- Pays d'origine :  Italie
- Langue : Italien
- Genre : Western
- Durée : 93 minutes
- Dates de sortie :
  - Italie : 14 novembre 1970
  - France 3 février 1971
- Autres titres connus
  - Allemagne : Der Einsame aus dem Westen
  - Grèce : Adistaktos pistolero
  - Portugal : Viagem para o Inferno
  - Finlande : Kuoleman coltit
  - Espagne : Cabalgando al infierno
  - Danemark : Banditten Sledge

## Distribution
- James Garner (VF : René Arrieu)  : Luther Sledge
- Dennis Weaver (VF : Jean-Claude Balard) : Erwin Ward
- Claude Akins (VF : Robert Bazil) : Hooker
- John Marley (VF : Pierre Leproux) : le vieil homme
- Laura Antonelli : Ria
- Wayde Preston (VF : Michel Gatineau)  : le shérif Ripley
- Ken Clark : Floyd
- Tony Young : Mallory
- Allan Jones
- Herman Reynoso : Simms
- Steffen Zacharias (VF : Jean-Jacques Steen) : Red – gardien de Prison
- Didi Perego : Elizabeth
- Paola Barbara : Jade
- Mario Valgoi : Beetle
- Laura Betti : la sœur
- Lorenzo Piani : Guthrie
- Franco Giornelli : Joyce
- Bruno Corazzari : Bice
- Altiero Di Giovanni : Kehoe
- Lorenzo Fineschi : Toby
- Remo De Angelis : joueur de poker
- Gianni Di Benedetto (VF : Pierre Collet) : geôlier
- Franco Balducci : un prisonnier
- Tiberio Mitri : un autre prisonnier
- Fausto Tozzi : prisonnier en quartier de haute sécurité
- Riccardo Garrone (VF : Pierre Garin) : le gardien
- Orso Maria Guerrini
- Barta Barry
- Angelo Infanti : prisonnier (non crédité)
- Luciano Rossi : le "loup" (non crédité)